# Dichochrysa parabola
Dichochrysa parabola is een insect uit de familie van de gaasvliegen (Chrysopidae), die tot de orde netvleugeligen (Neuroptera) behoort. 
Dichochrysa parabola is voor het eerst wetenschappelijk beschreven door Okamoto in 1919.